# Chauffage solaire
Le  chauffage solaire est un mode de chauffage où la seule source de chaleur est l'énergie solaire. C'est probablement l'un des plus vieux modes de chauffage utilisés par l'humanité mais qui est surtout efficace dans les pays à fort ensoleillement.

## Chauffage d'habitations

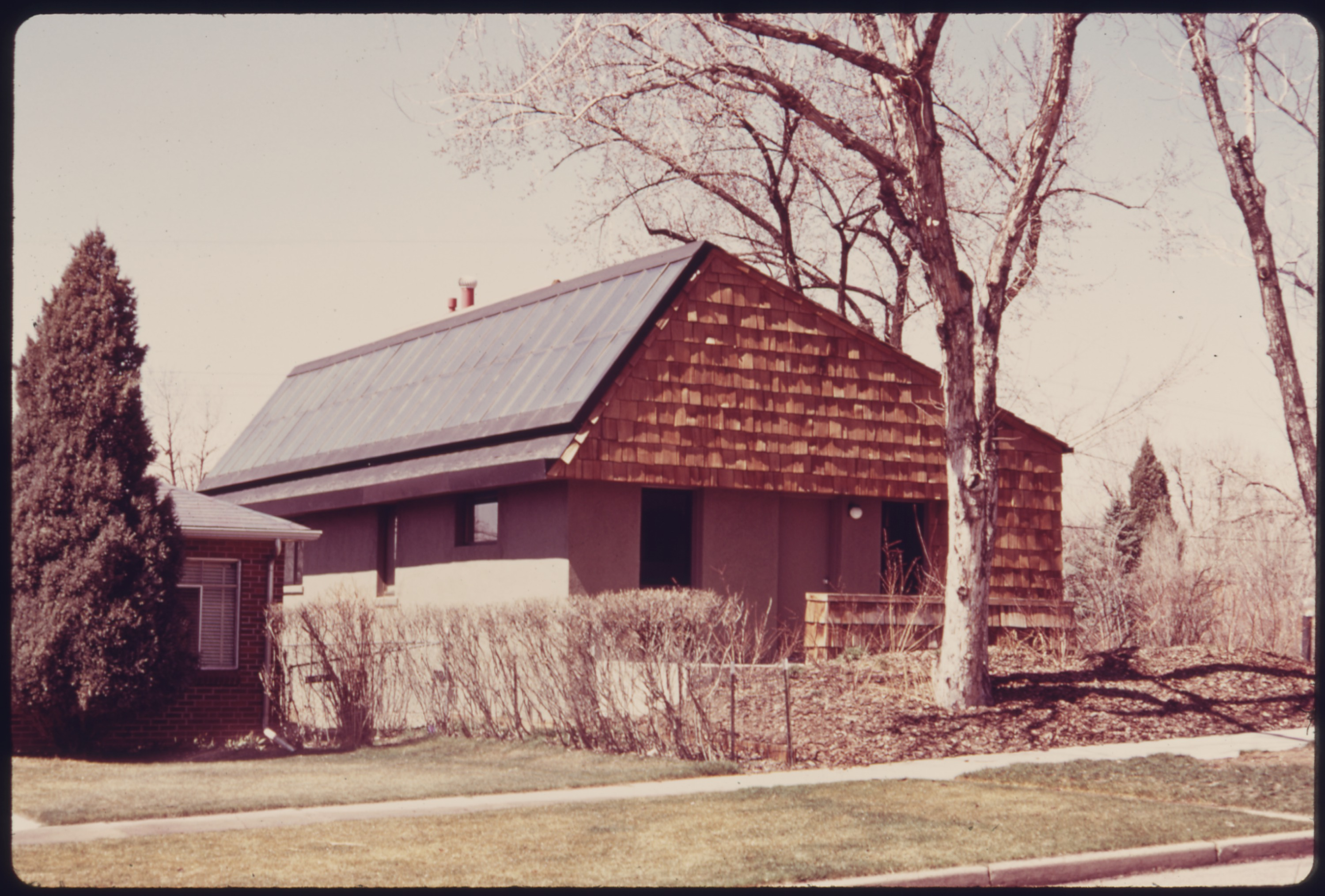
Chauffage d'habitation par le soleil et stockage de la chaleur par des pierres (Boyd Norton, Denver, Colorado, 1975)

Le chauffage solaire est utilisé par l'humanité depuis très longtemps, essentiellement dans les pays bénéficiant d'un bon ensoleillement en termes de quantité, de qualité, mais aussi de durée. 
Dans les endroits moins favorables, il est possible d’améliorer l'efficacité de la chaleur captée en utilisant l'effet de serre, entre autres grâce à la propriété du verre de piéger le rayonnement infrarouge.
Le stockage de la chaleur peut se faire de différentes manières :
- à l'aide d'un ballon d'eau chaude ;
- à l'aide de pierres ou tout matériau apte à stocker de la chaleur efficacement[2], comme avec le « mur Trombe » ;
- à l'aide de panneaux solaires aérothermiques.

Néanmoins le chauffage d'une habitation nécessite souvent un appoint de calories dans le cas où la durée et la qualité de l'ensoleillement sont insuffisantes.

## Chauffe-eau solaire

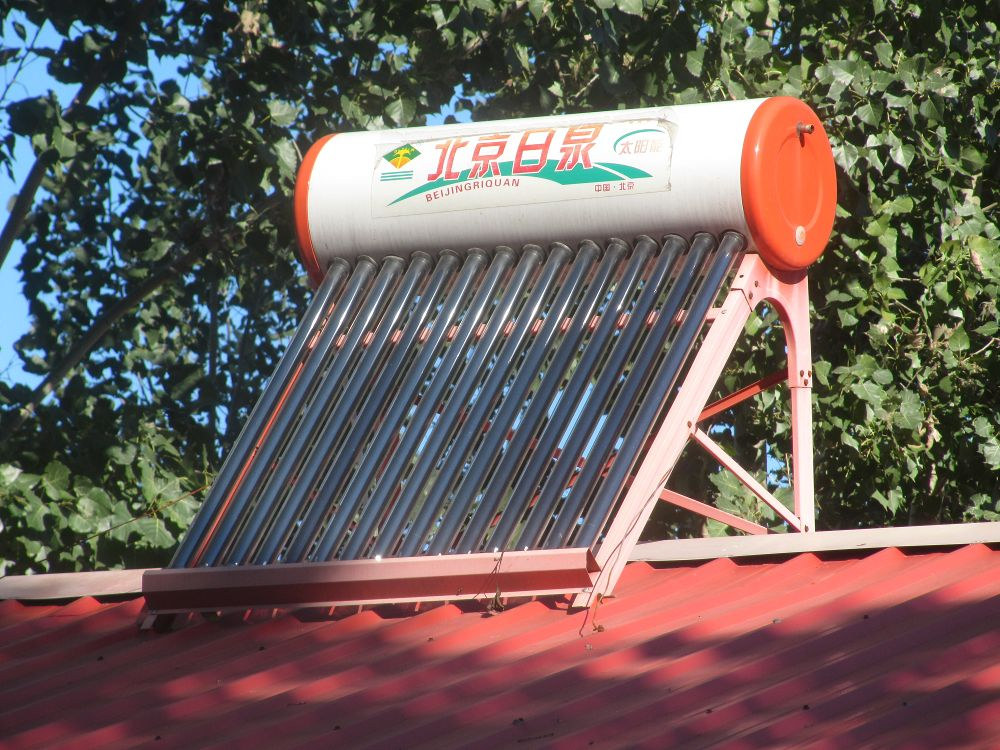
Chauffe-eau solaire à Pékin.

Hormis les régions situées au-delà du 45e parallèle, qui ne disposent pas d'un ensoleillement suffisamment régulier, il est possible d’installer un chauffe-eau solaire permettant d'obtenir de l'eau chaude, pour l'ensemble de la maison, à moindre frais. 
Dans certains pays, tels que la Turquie, la quasi-totalité des maisons sont équipées de chauffe-eau solaires qui sont souvent de simple bidons (huile, essence, etc.) convertis à un usage écologique.
Le chauffage de piscine par le soleil repose sur le même principe que le chauffe-eau solaire mais avec des surfaces de captation plus étendues. Par contre l'eau étant en circuit fermé, une pompe est préférable pour assurer une bonne efficacité du système.

## Séchage solaire

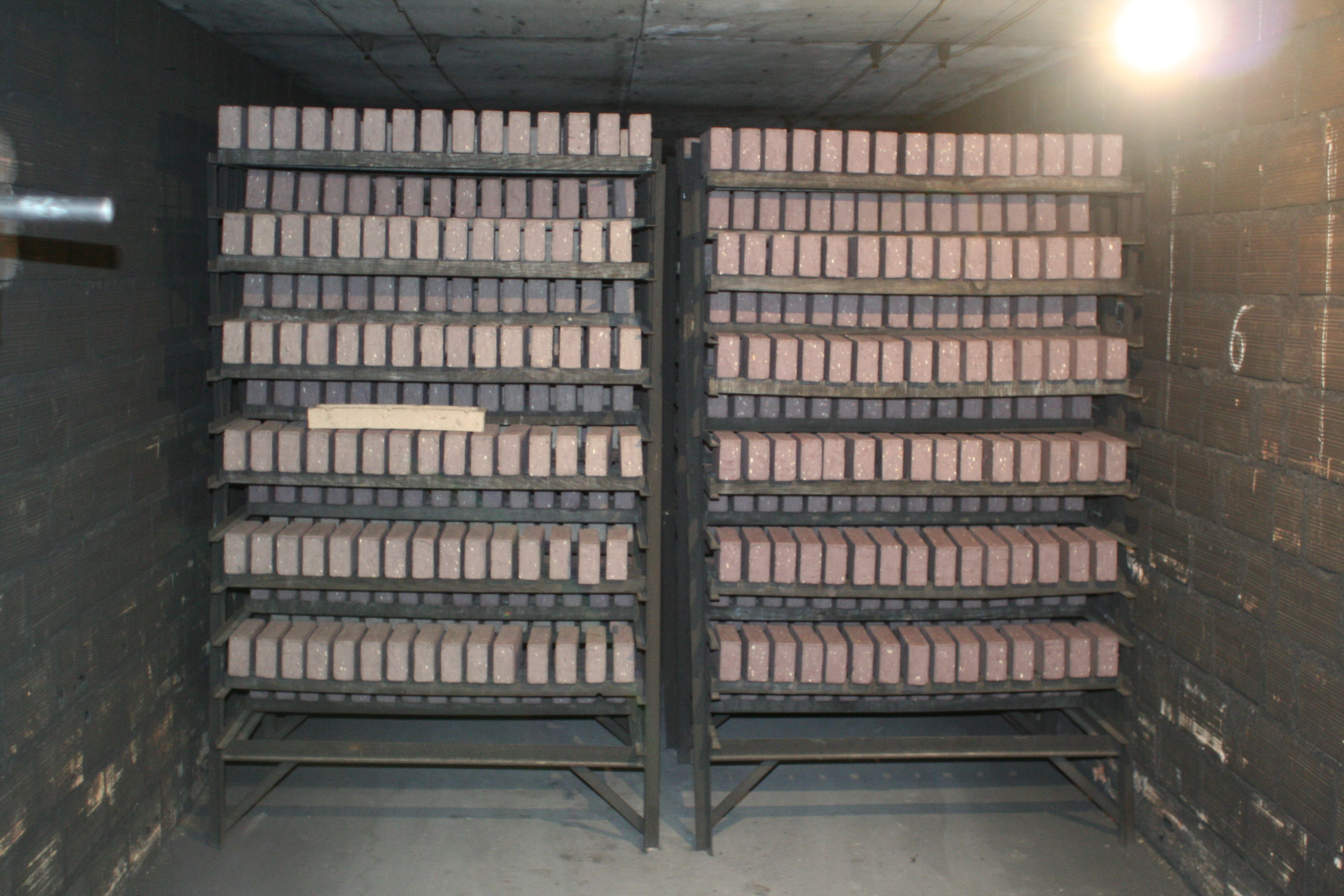
Séchoir à briques

L’énergie solaire est utilisée depuis des siècles pour faire sécher différents produits comme le linge ou les briques (Voir l'image à droite), mais aussi pour conserver les aliments tel que la viande, les noix et tous les fruits secs, les céréales, le foin, le tabac ainsi que tout produit ne pouvant être conservé plusieurs mois lorsqu'il est humide.
Cette technique est aussi utilisée pour des produits ne pouvant être conservés humide tel que le linge ou devant être sec avant utilisation ou cuisson tel que les briques de construction ou la poterie.
Le séchage solaire est particulièrement utile dans les endroits isolés où la conservation des aliments doit nécessiter très peu d'énergie.

## Cuisson solaire

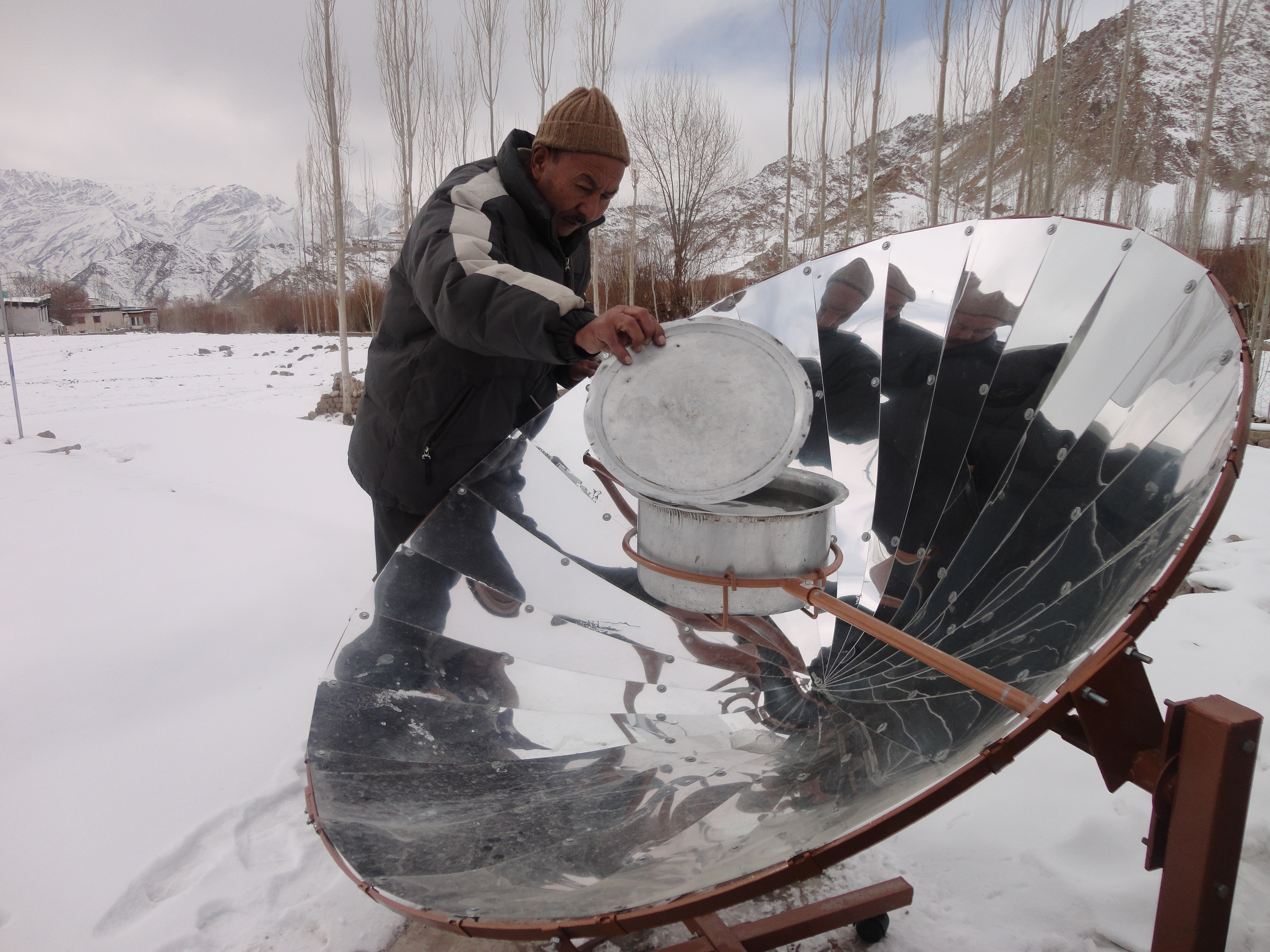
Cuisson solaire d'altitude dans les neiges de l'Himalaya au Ladakh, au Nord-Ouest de l'Inde, avec un four solaire pliable.

Le cuiseur solaire est un système utilisant le rayonnement solaire, collecté au moyen de concentrateurs sous forme de miroirs et parfois d'une vitre pour mieux conserver la chaleur, afin de cuire des aliments ou d'autres produits. La concentration de la chaleur peut être produite à l'aide d'une lentille de Fresnel sur différentes matières pour bouillir de l'eau.

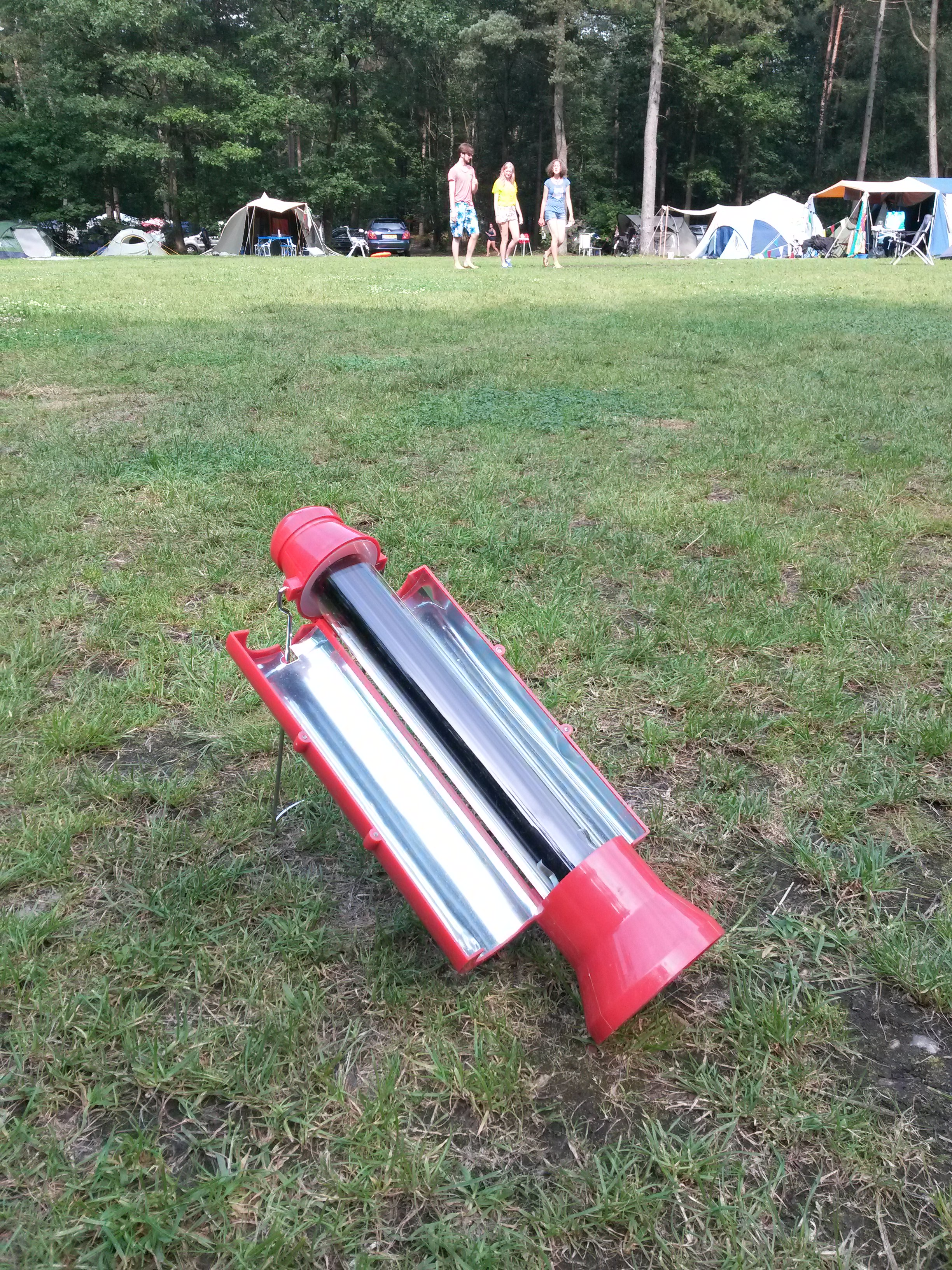
Bouilloire solaire.
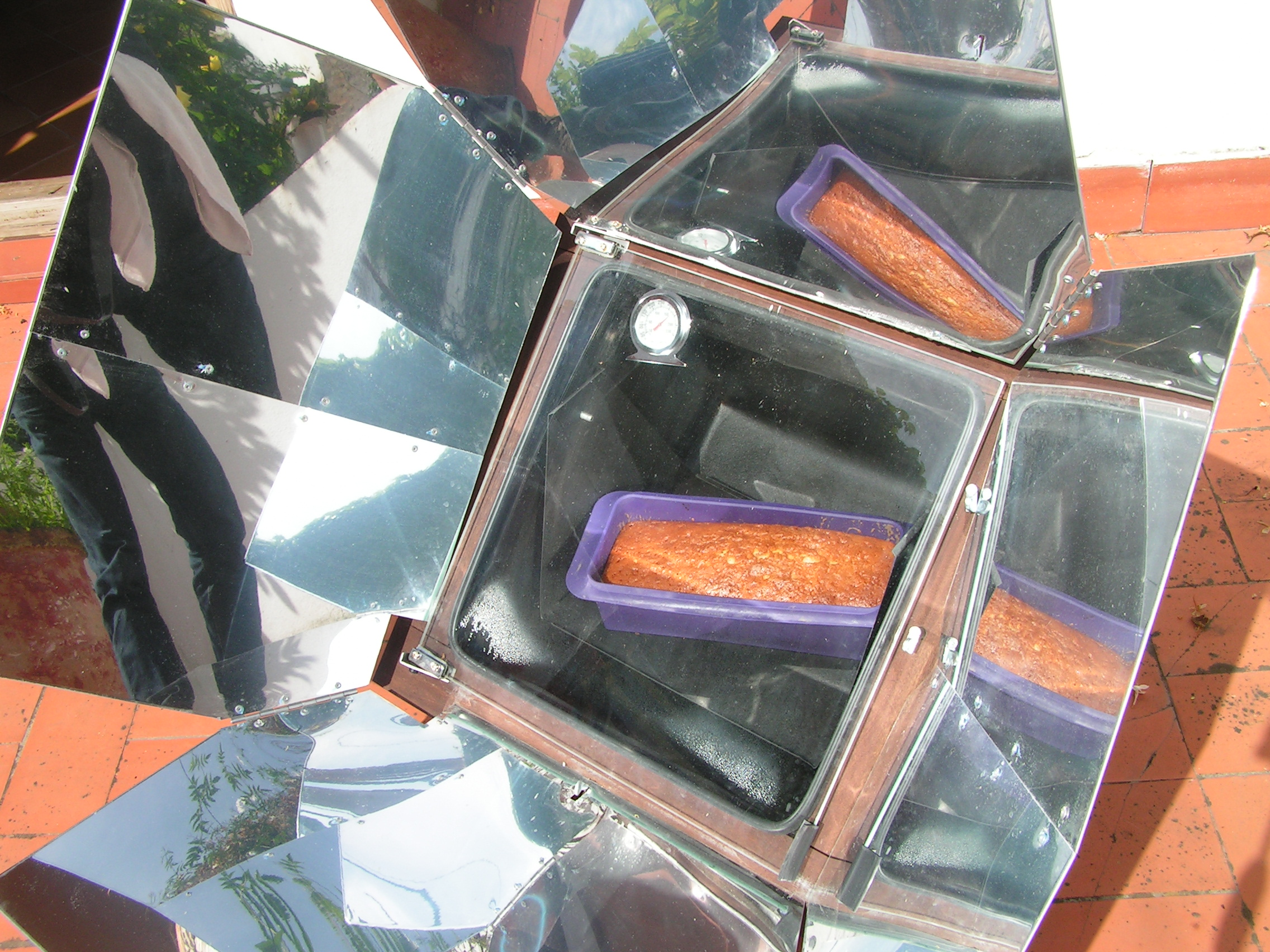
Cake cuit dans un cuiseur solaire.
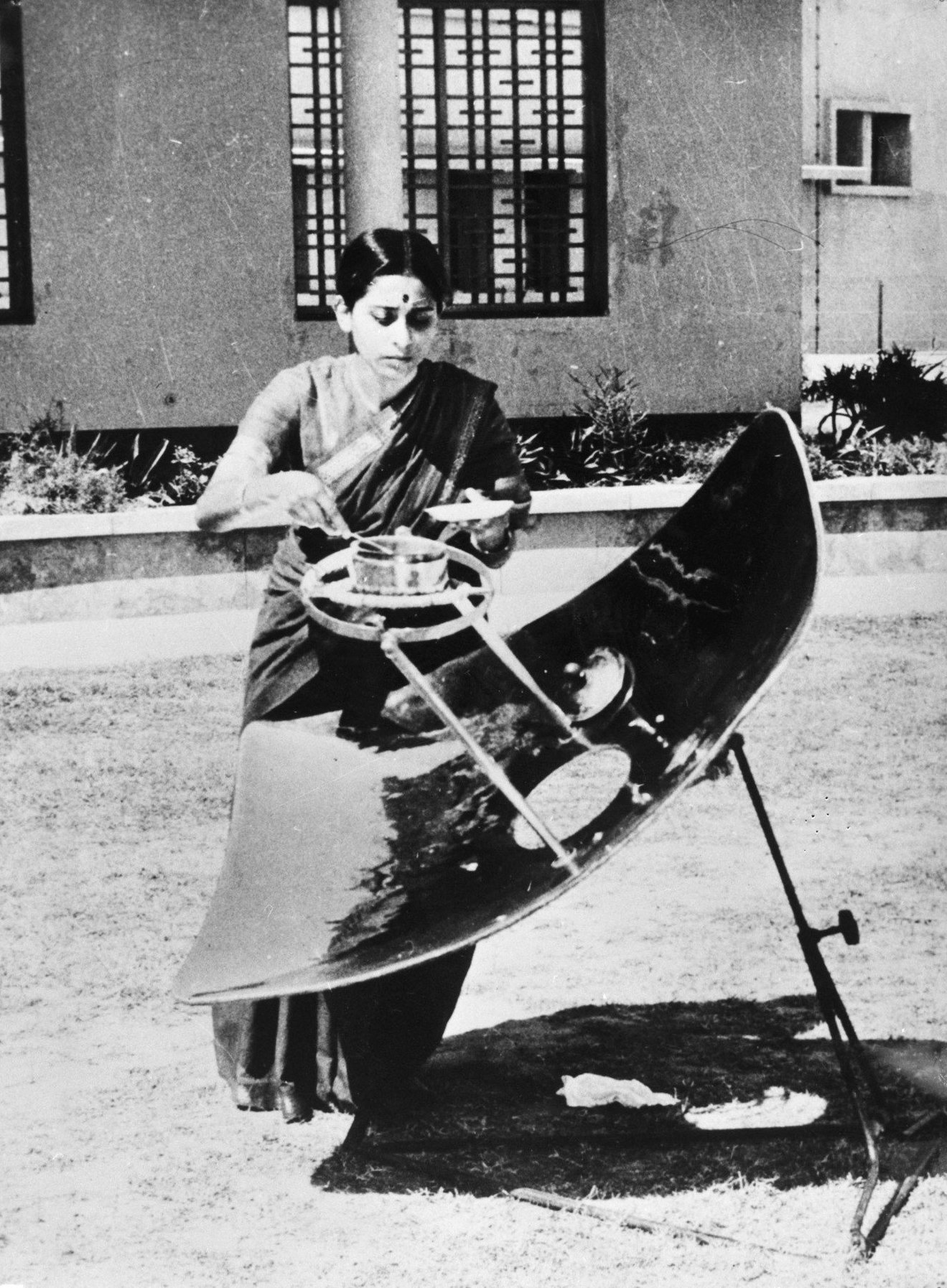
Cuisson au four solaire en Inde en 1962.
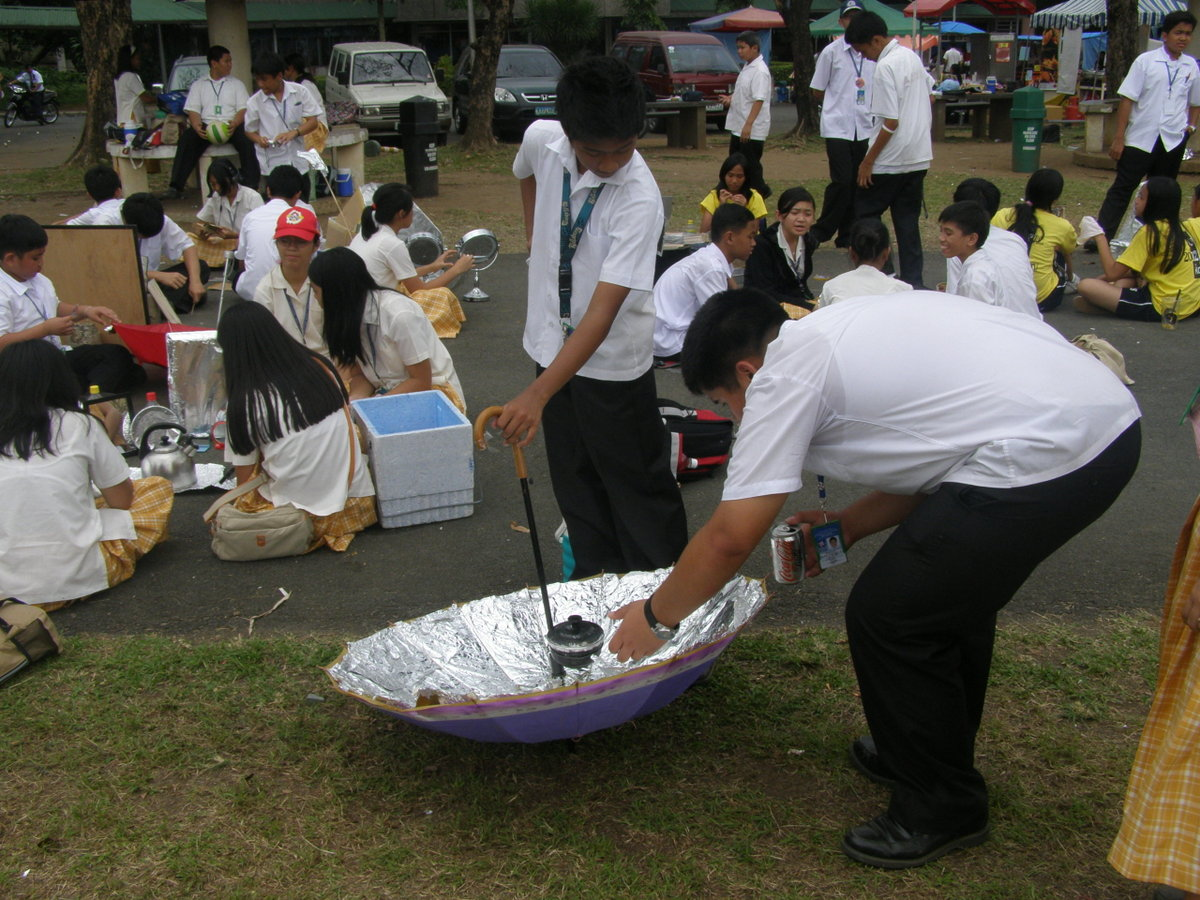
cuiseur solaire improvisé dans un parapluie.

## Fusion et feu solaires
La lentille de Fresnel sert initialement à permettre à un phare maritime ou de voiture à diffuser de façon directionnelle la lumière d'une ampoule, au moyen d'une surface plane qui dispense de l'utilisation d'une lentille bombée. Pour cela, différents segments réfléchissants, d'inclinaisons variables, sont placés par sections concentriques sur cette surface plante. La lentille de Fresnel était également utilisée autrefois pour fabriquer des écrans de télévision de grand format libérés des limites imposées par les tubes cathodiques, des rétroprojecteurs, ou plus récemment pour regarder confortablement l'écran d'un smartphone.
Une telle lentille peut être utilisée, à l'inverse, pour concentrer des rayons de lumières. Le point focal peut alors atteindre des températures importante, permettant la pyrogravure, l'allumage d'un feu de bois ou la fonte de certains métaux ou matières plastiques.

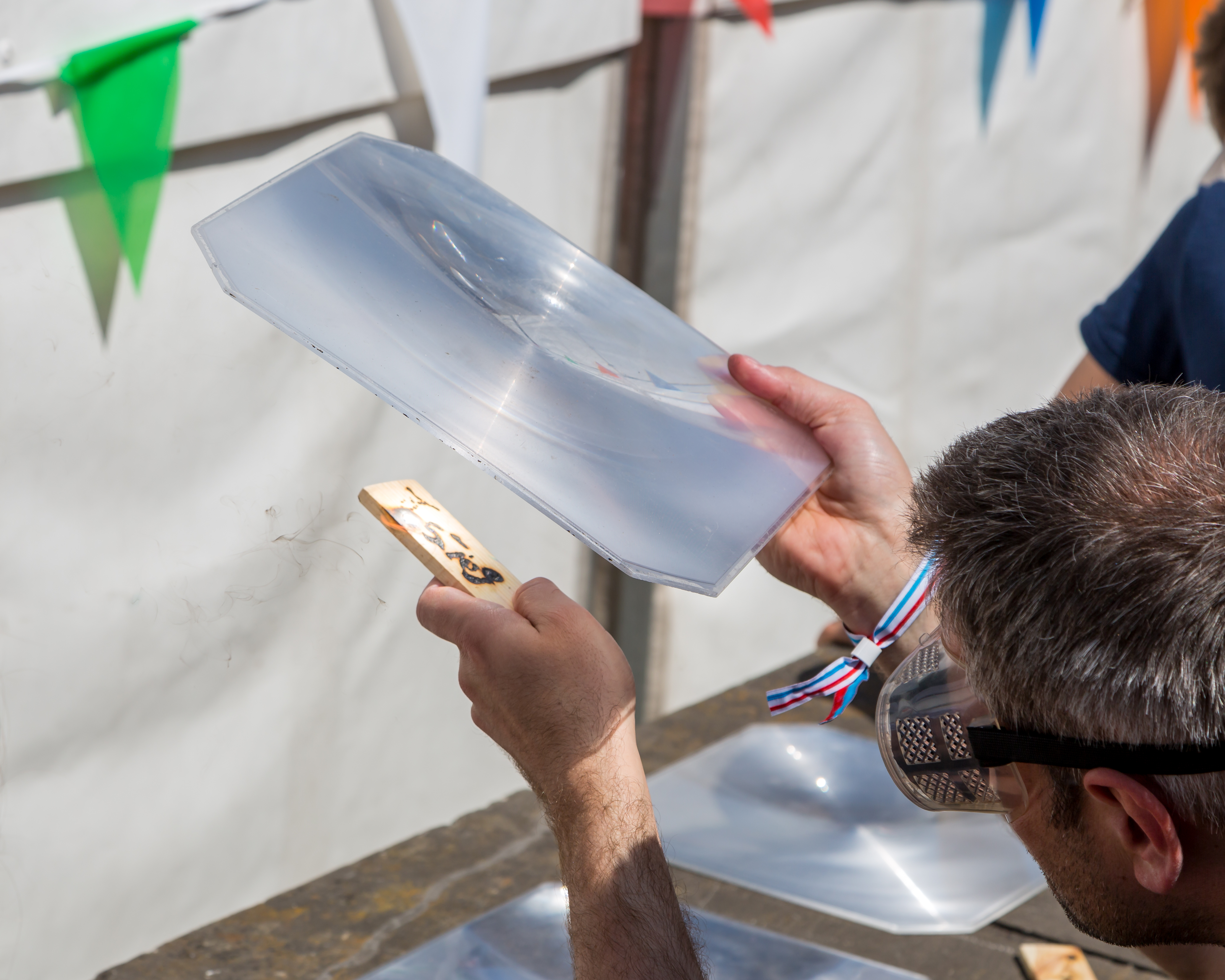
Pyrogravure sur bois à l'aide d'une lentille de Fresnel.
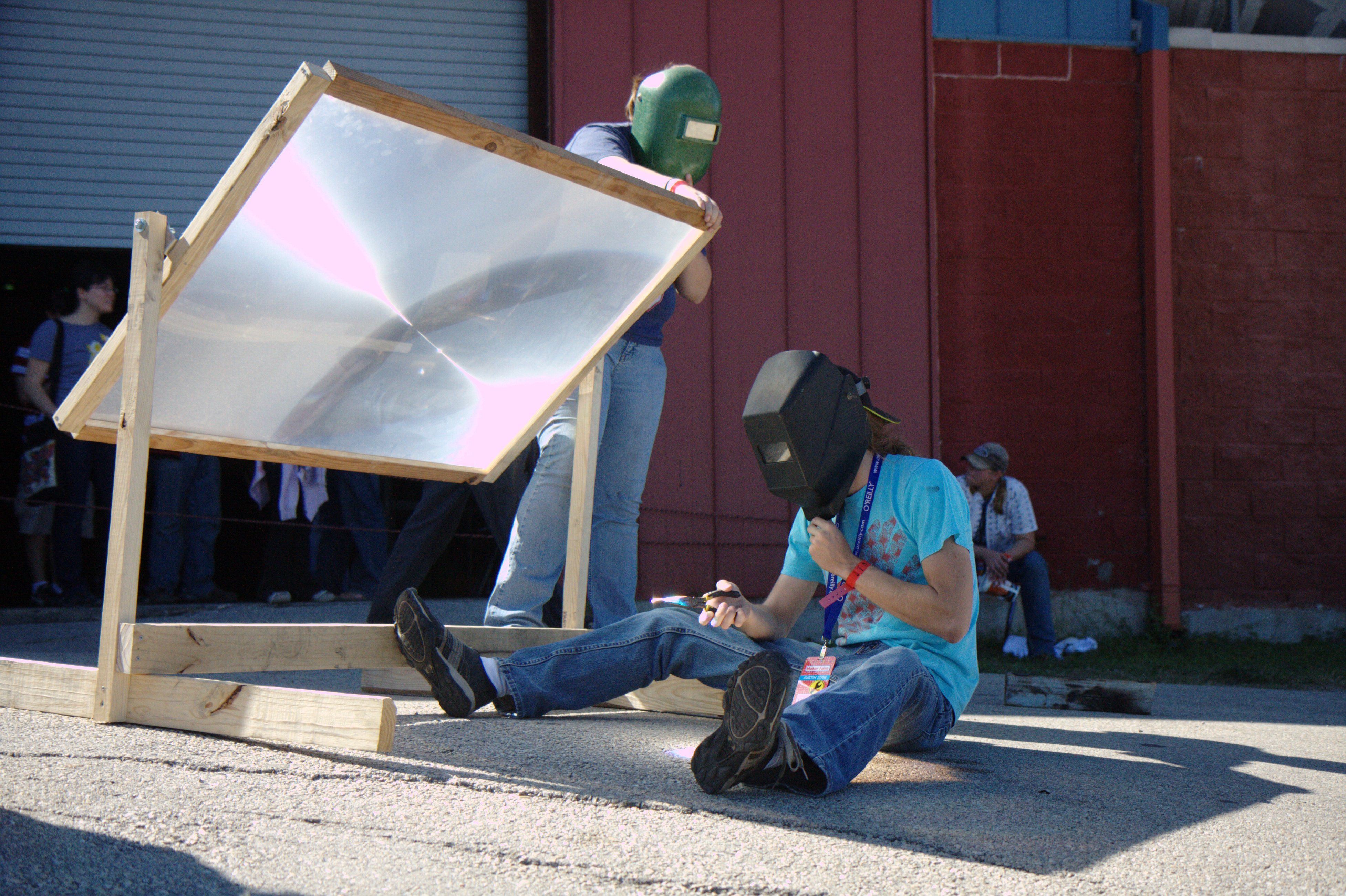
Fusion de métal à l'aide d'une lentille de grande taille.
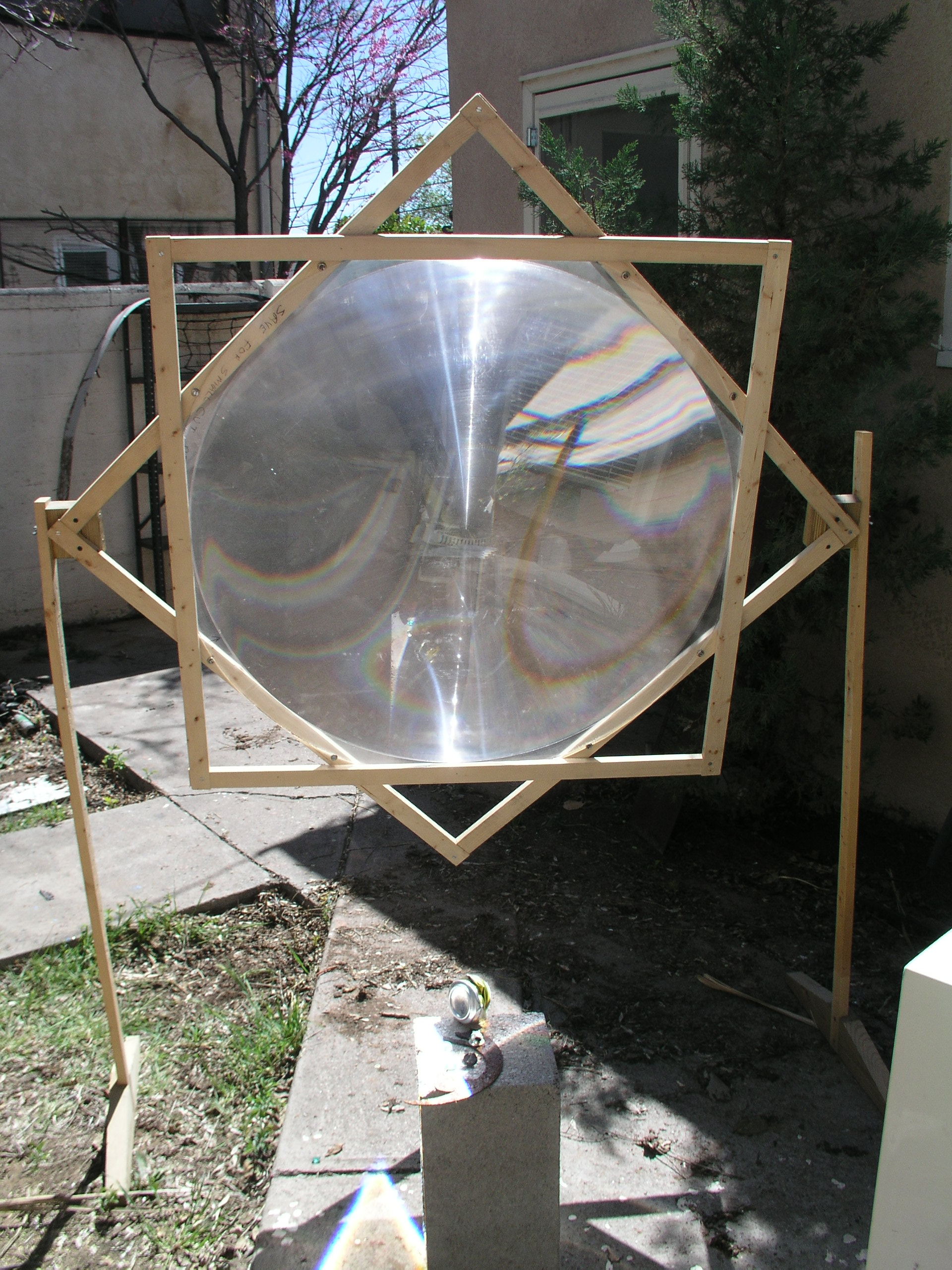
Four solaire artisanal.
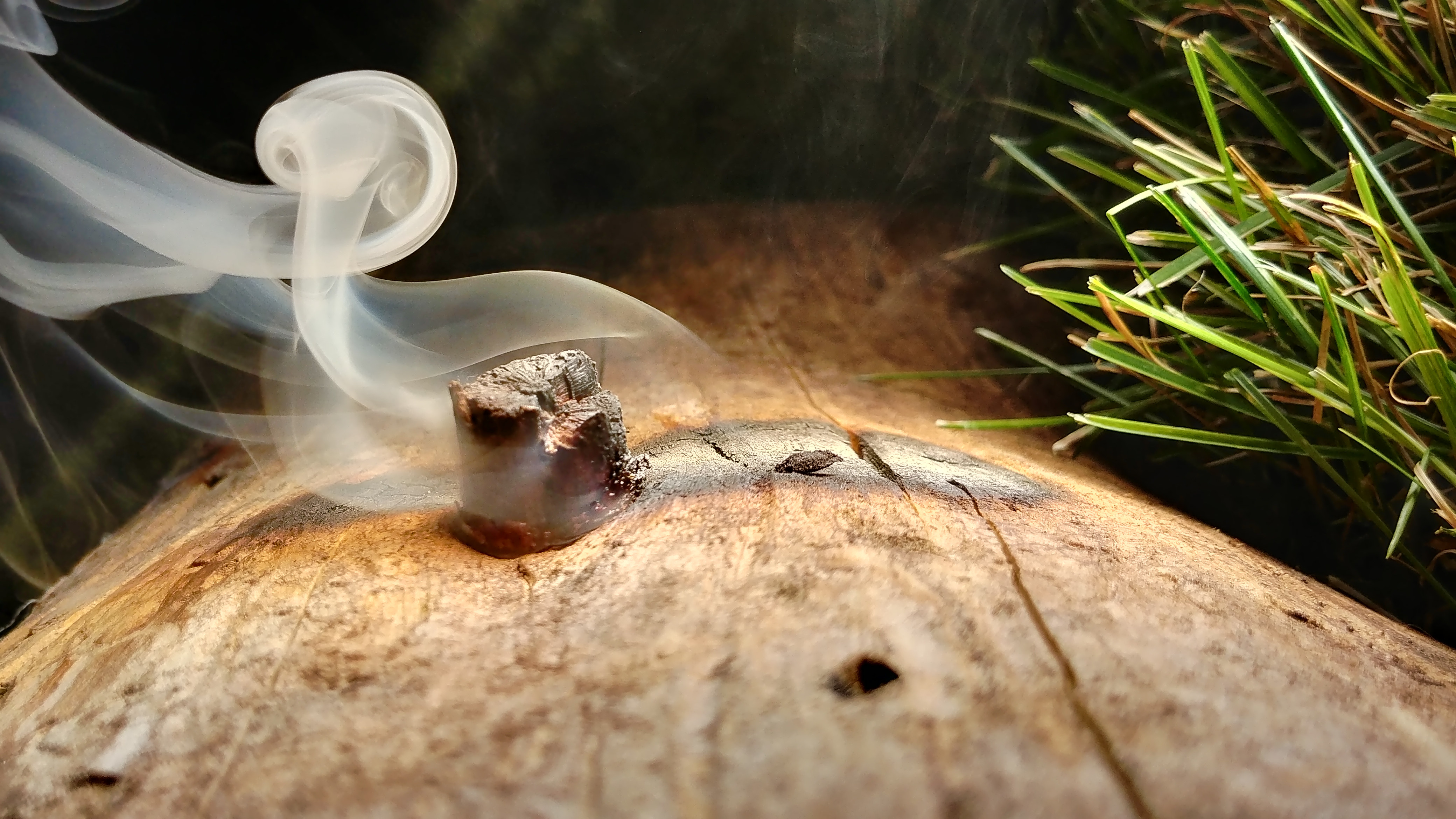
Début de combustion de bois.

## Production d'énergie électrique

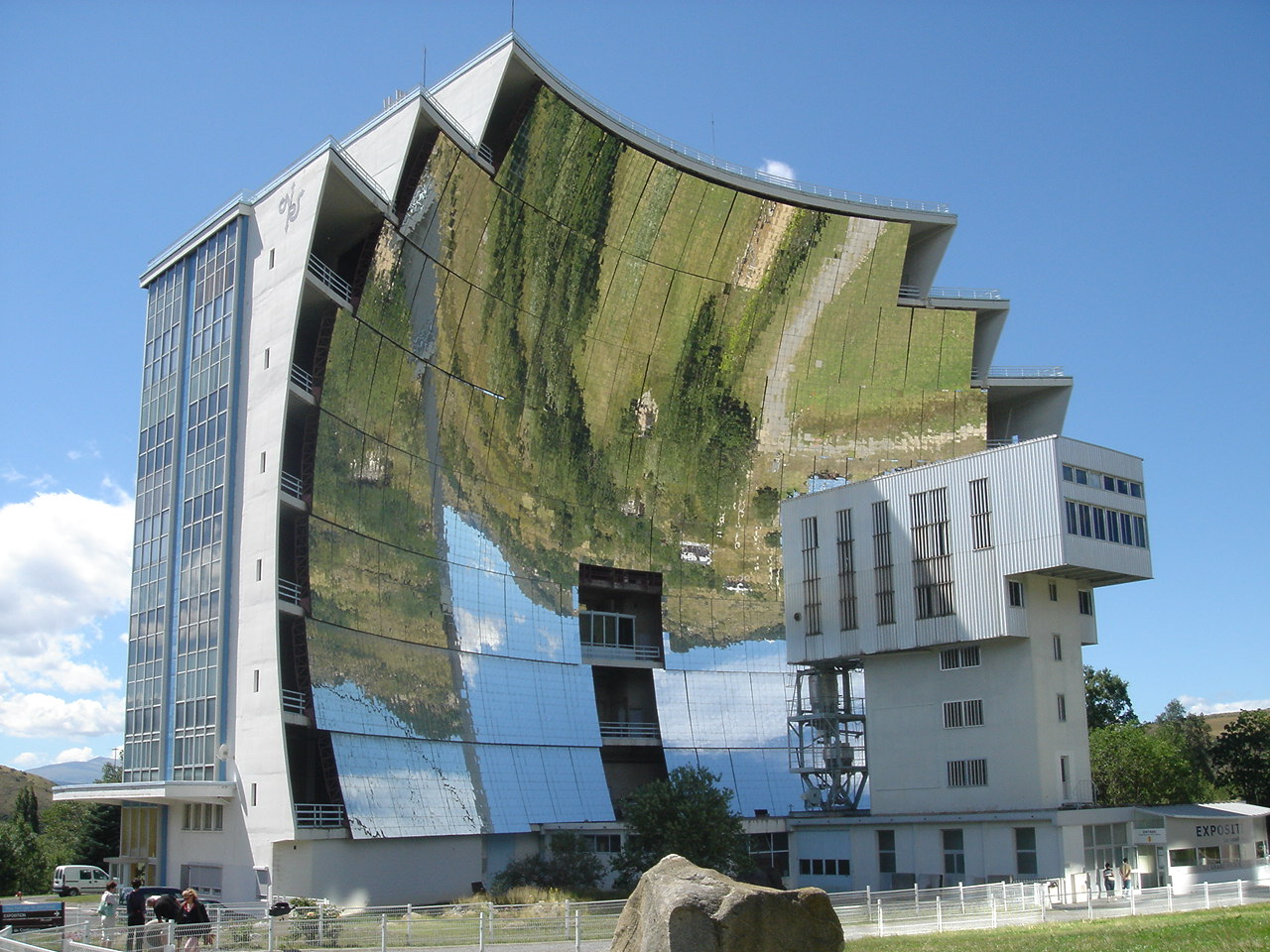
Four solaire d'Odeillo, en France.

Depuis longtemps, l'homme a découvert les propriétés de la concentration des rayons du soleil à l'aide d'une loupe et permettant d'enflammer un morceau de papier ou tout autre objet nécessitant assez peu d’énergie.
Pour atteindre des températures élevées, il faut concentrer le rayonnement solaire à l'aide de miroirs comme dans le four solaire d'Odeillo dont la puissance est d'un mégawatt et où l'on peut atteindre, en quelques secondes, des températures supérieures à 3 500 °C.
Pour la cuisson des aliments, dans les pays suffisamment ensoleillées, il existe des fours solaires portatifs faciles à utiliser.

## Centrale électrique à fluide chaud

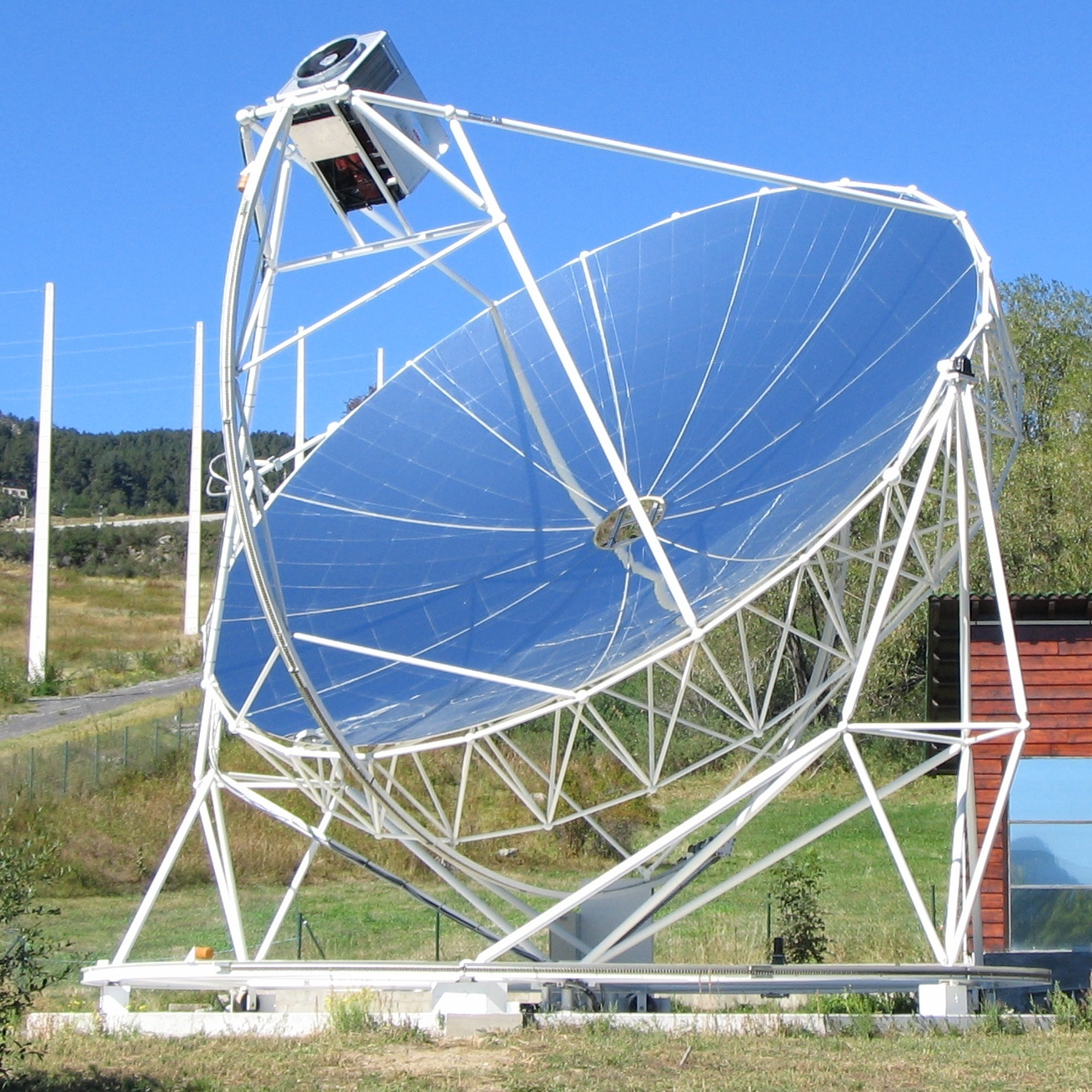
Centrale solaire parabolique Font-Romeu-Odeillo.

Contrairement à la production d’électricité grâce à l'énergie solaire photovoltaïque, les centrales électriques à fluides chauds font que l’énergie solaire est concentrée vers un fluide caloporteur (eau sous-pression, huile ou sels fondus), pour le chauffer et le porter à ébullition. 
L’énergie thermique de ce fluide bouillant est alors utilisé pour faire tourner un moteur (exemple : moteur Stirling) ou une turbine qui actionnent un alternateur pour générer de l’électricité,.